# Indian Wells Open 2007 - Qualificazioni singolare maschile
Le qualificazioni del singolare maschile dell'Indian Wells Open 2007 sono state un torneo di tennis preliminare per accedere alla fase finale della manifestazione. I vincitori dell'ultimo turno sono entrati di diritto nel tabellone principale. In caso di ritiro di uno o più giocatori aventi diritto a questi sono subentrati i lucky loser, ossia i giocatori che hanno perso nell'ultimo turno ma che avevano una classifica più alta rispetto agli altri partecipanti che avevano comunque perso nel turno finale.
Le qualificazioni del torneo Indian Wells Open  2007 prevedevano 48 partecipanti di cui 12 sono entrati nel tabellone principale.

## Teste di serie
1. Guillermo Cañas (ultimo turno)
2. Danai Udomchoke (ultimo turno)
3. Michaël Llodra (Qualificato)
4. Tejmuraz Gabašvili (Qualificato)
5. Nicolas Devilder (primo turno)
6. Amer Delić (primo turno)
7. Potito Starace (primo turno)
8. Alejandro Falla (Qualificato)
9. Ivo Karlović (primo turno)
10. Andreas Seppi (Qualificato)
11. Stefano Galvani (ultimo turno)
12. Jiří Vaněk (primo turno)

1. Andrei Pavel (ultimo turno)
2. Lukáš Dlouhý (Qualificato)
3. Chris Guccione (Qualificato)
4. Fabio Fognini (primo turno)
5. Konstantinos Economidis (ultimo turno)
6. Paul Capdeville (primo turno)
7. Ramón Delgado (primo turno)
8. Rainer Schüttler (Qualificato)
9. Rik De Voest (ultimo turno)
10. Alexander Waske (Qualificato)
11. Tomáš Zíb (Qualificato)
12. Wesley Moodie (Qualificato)

## Qualificati
1. Alexander Waske
2. Paul Capdeville
3. Michaël Llodra
4. Tejmuraz Gabašvili
5. Wesley Moodie
6. Lukáš Dlouhý

1. Tomáš Zíb
2. Alejandro Falla
3. Chris Guccione
4. Andreas Seppi
5. Rainer Schüttler
6. Viktor Troicki

## Tabellone

### Legenda
| - Q = Qualificato - WC = Wild card - LL = Lucky loser | - ALT = Alternate - SE = Special Exempt - PR = Protected Ranking | - w/o = Walkover - r = Ritirato - d = Squalificato |

### Sezione 1
|  | Primo turno | Primo turno         | Primo turno         | Primo turno | Primo turno |  |  | Ultimo turno | Ultimo turno    | Ultimo turno | Ultimo turno | Ultimo turno |  |
|  |             |                     |                     |             |             |  |  |              |                 |              |              |              |  |
|  | 1           | Guillermo Cañas     | Guillermo Cañas     | 6           | 6           |  |  |              |                 |              |              |              |  |
|  |             | Jan-Michael Gambill | Jan-Michael Gambill | 4           | 4           |  |  | 1            | Guillermo Cañas | 5            | 6            | 5            |  |
|  | 22          | Alexander Waske     | 3                   | 7           | 6           |  |  | 22           | Alexander Waske | 7            | 4            | 7            |  |
|  |             | Tyler Cleveland     | 6                   | 63          | 0           |  |  |              |                 |              |              |              |  |

### Sezione 2
|  | Primo turno | Primo turno        | Primo turno        | Primo turno | Primo turno |  |  | Ultimo turno | Ultimo turno    | Ultimo turno | Ultimo turno | Ultimo turno |  |
|  |             |                    |                    |             |             |  |  |              |                 |              |              |              |  |
|  | 2           | Danai Udomchoke    | Danai Udomchoke    | 6           | 6           |  |  |              |                 |              |              |              |  |
|  |             | Jonathan Schneider | Jonathan Schneider | 1           | 2           |  |  | 2            | Danai Udomchoke | 6            | 63           | 2            |  |
|  |             | Paul Capdeville    | Paul Capdeville    | 6           | 6           |  |  |              | Paul Capdeville | 4            | 7            | 6            |  |
|  | 18          | Ilija Bozoljac     | Ilija Bozoljac     | 3           | 4           |  |  |              |                 |              |              |              |  |

### Sezione 3
|  | Primo turno | Primo turno      | Primo turno      | Primo turno | Primo turno |  |  | Ultimo turno | Ultimo turno   | Ultimo turno   | Ultimo turno | Ultimo turno |  |
|  |             |                  |                  |             |             |  |  |              |                |                |              |              |  |
|  | 3           | Michaël Llodra   | Michaël Llodra   | 6           | 6           |  |  |              |                |                |              |              |  |
|  |             | Cecil Mamiit     | Cecil Mamiit     | 2           | 4           |  |  | 3            | Michaël Llodra | Michaël Llodra | 6            | 6            |  |
|  | 21          | Rik De Voest     | Rik De Voest     | 6           | 7           |  |  | 21           | Rik De Voest   | Rik De Voest   | 4            | 3            |  |
|  |             | Phillip Simmonds | Phillip Simmonds | 1           | 6           |  |  |              |                |                |              |              |  |

### Sezione 4
|  | Primo turno | Primo turno             | Primo turno | Primo turno | Primo turno |  |  | Ultimo turno | Ultimo turno            | Ultimo turno | Ultimo turno | Ultimo turno |  |
|  |             |                         |             |             |             |  |  |              |                         |              |              |              |  |
|  | 4           | Tejmuraz Gabašvili      | 7           | 2           | 7           |  |  |              |                         |              |              |              |  |
|  |             | Eric Taino              | 5           | 6           | 65          |  |  | 4            | Tejmuraz Gabašvili      | 6            | 3            | 6            |  |
|  | 17          | Konstantinos Economidis | 7           | 2           | 6           |  |  | 17           | Konstantinos Economidis | 1            | 6            | 4            |  |
|  |             | Dudi Sela               | 68          | 6           | 2           |  |  |              |                         |              |              |              |  |

### Sezione 5
|  | Primo turno | Primo turno      | Primo turno   | Primo turno | Primo turno |  |  | Ultimo turno | Ultimo turno  | Ultimo turno  | Ultimo turno | Ultimo turno |  |
|  |             |                  |               |             |             |  |  |              |               |               |              |              |  |
|  |             | George Bastl     | 6             | 65          | 6           |  |  |              |               |               |              |              |  |
|  | 5           | Nicolas Devilder | 4             | 7           | 1           |  |  |              | George Bastl  | George Bastl  | 4            | 3            |  |
|  | 24          | Wesley Moodie    | Wesley Moodie | 6           | 6           |  |  | 24           | Wesley Moodie | Wesley Moodie | 6            | 6            |  |
|  |             | Alex Bartlett    | Alex Bartlett | 4           | 3           |  |  |              |               |               |              |              |  |

### Sezione 6
|  | Primo turno | Primo turno     | Primo turno     | Primo turno | Primo turno |  |  | Ultimo turno | Ultimo turno    | Ultimo turno | Ultimo turno | Ultimo turno |  |
|  |             |                 |                 |             |             |  |  |              |                 |              |              |              |  |
|  |             | Alex Bogdanović | Alex Bogdanović | 6           | 6           |  |  |              |                 |              |              |              |  |
|  | 6           | Amer Delić      | Amer Delić      | 3           | 4           |  |  |              | Alex Bogdanović | 6            | 2            | 0            |  |
|  | 14          | Lukáš Dlouhý    | Lukáš Dlouhý    | 7           | 6           |  |  | 14           | Lukáš Dlouhý    | 4            | 6            | 6            |  |
|  |             | Wayne Odesnik   | Wayne Odesnik   | 64          | 1           |  |  |              |                 |              |              |              |  |

### Sezione 7
|  | Primo turno | Primo turno    | Primo turno    | Primo turno | Primo turno |  |  | Ultimo turno | Ultimo turno | Ultimo turno | Ultimo turno | Ultimo turno |  |
|  |             |                |                |             |             |  |  |              |              |              |              |              |  |
|  |             | Dušan Vemić    | Dušan Vemić    | 7           | 7           |  |  |              |              |              |              |              |  |
|  | 7           | Potito Starace | Potito Starace | 64          | 5           |  |  |              | Dušan Vemić  | 3            | 6            | 4            |  |
|  | 23          | Tomáš Zíb      | Tomáš Zíb      | 6           | 6           |  |  | 23           | Tomáš Zíb    | 6            | 4            | 6            |  |
|  |             | Ryan Sweeting  | Ryan Sweeting  | 3           | 2           |  |  |              |              |              |              |              |  |

### Sezione 8
|  | Primo turno | Primo turno     | Primo turno | Primo turno | Primo turno |  |  | Ultimo turno | Ultimo turno    | Ultimo turno    | Ultimo turno | Ultimo turno |  |
|  |             |                 |             |             |             |  |  |              |                 |                 |              |              |  |
|  | 8           | Alejandro Falla | 68          | 6           | 6           |  |  |              |                 |                 |              |              |  |
|  |             | Wayne Arthurs   | 7           | 4           | 3           |  |  | 8            | Alejandro Falla | Alejandro Falla | 6            | 6            |  |
|  |             | Fabio Fognini   | 6           | 3           | 7           |  |  |              | Fabio Fognini   | Fabio Fognini   | 4            | 3            |  |
|  | 16          | Simone Bolelli  | 3           | 6           | 615         |  |  |              |                 |                 |              |              |  |

### Sezione 9
|  | Primo turno | Primo turno    | Primo turno    | Primo turno | Primo turno |  |  | Ultimo turno | Ultimo turno   | Ultimo turno | Ultimo turno | Ultimo turno |  |
|  |             |                |                |             |             |  |  |              |                |              |              |              |  |
|  |             | Jesse Witten   | Jesse Witten   | 7           | 6           |  |  |              |                |              |              |              |  |
|  | 9           | Ivo Karlović   | Ivo Karlović   | 5           | 4           |  |  |              | Jesse Witten   | 7            | 3            | 4            |  |
|  | 15          | Chris Guccione | Chris Guccione | 7           | 6           |  |  | 15           | Chris Guccione | 5            | 6            | 6            |  |
|  |             | Zack Fleishman | Zack Fleishman | 65          | 3           |  |  |              |                |              |              |              |  |

### Sezione 10
|  | Primo turno | Primo turno      | Primo turno      | Primo turno | Primo turno |  |  | Ultimo turno | Ultimo turno  | Ultimo turno | Ultimo turno | Ultimo turno |  |
|  |             |                  |                  |             |             |  |  |              |               |              |              |              |  |
|  | 10          | Andreas Seppi    | Andreas Seppi    | 6           | 6           |  |  |              |               |              |              |              |  |
|  |             | Jeff Salzenstein | Jeff Salzenstein | 2           | 1           |  |  | 10           | Andreas Seppi | 3            | 6            | 7            |  |
|  | 13          | Andrei Pavel     | 5                | 6           | 7           |  |  | 13           | Andrei Pavel  | 6            | 4            | 65           |  |
|  |             | Scott Oudsema    | 7                | 4           | 63          |  |  |              |               |              |              |              |  |

### Sezione 11
|  | Primo turno | Primo turno      | Primo turno      | Primo turno | Primo turno |  |  | Ultimo turno | Ultimo turno     | Ultimo turno     | Ultimo turno | Ultimo turno |  |
|  |             |                  |                  |             |             |  |  |              |                  |                  |              |              |  |
|  | 11          | Stefano Galvani  | 6                | 5           | 7           |  |  |              |                  |                  |              |              |  |
|  |             | Sam Warburg      | 4                | 7           | 5           |  |  | 11           | Stefano Galvani  | Stefano Galvani  | 2            | 0            |  |
|  | 20          | Rainer Schüttler | Rainer Schüttler | 6           | 6           |  |  | 20           | Rainer Schüttler | Rainer Schüttler | 6            | 6            |  |
|  |             | Adrián García    | Adrián García    | 2           | 3           |  |  |              |                  |                  |              |              |  |

### Sezione 12
|  | Primo turno | Primo turno    | Primo turno | Primo turno | Primo turno |  |  | Ultimo turno   | Ultimo turno   | Ultimo turno   | Ultimo turno | Ultimo turno |  |
|  |             |                |             |             |             |  |  |                |                |                |              |              |  |
|  |             | Viktor Troicki | 65          | 6           | 6           |  |  |                |                |                |              |              |  |
|  | 12          | Jiří Vaněk     | 7           | 1           | 3           |  |  | Viktor Troicki | Viktor Troicki | Viktor Troicki | 6            | 6            |  |
|  |             | Ramón Delgado  | 6           | 3           | 6           |  |  | Ramón Delgado  | Ramón Delgado  | Ramón Delgado  | 4            | 1            |  |
|  | 19          | Kevin Kim      | 3           | 6           | 4           |  |  |                |                |                |              |              |  |